# Asztalitenisz a 2008. évi nyári olimpiai játékokon
A 2008. évi nyári olimpiai játékokon az asztalitenisz versenyszámait augusztus 13. és 23. között rendezték. Mindkét nem számára egyéni és csapatversenyt tartottak.

## Éremtáblázat
A táblázatban a rendező ország csapata eltérő háttérszínnel, az egyes számoszlopok legmagasabb értéke vagy értékei vastagítással kiemelve.
| A 2008. évi nyári olimpiai játékok éremtáblázata asztaliteniszben | A 2008. évi nyári olimpiai játékok éremtáblázata asztaliteniszben | A 2008. évi nyári olimpiai játékok éremtáblázata asztaliteniszben | A 2008. évi nyári olimpiai játékok éremtáblázata asztaliteniszben | A 2008. évi nyári olimpiai játékok éremtáblázata asztaliteniszben | Olimpia  |
| ----------------------------------------------------------------- | ----------------------------------------------------------------- | ----------------------------------------------------------------- | ----------------------------------------------------------------- | ----------------------------------------------------------------- | -------- |
|                                                                   | Ország                                                            | Arany                                                             | Ezüst                                                             | Bronz                                                             | Összesen |
| 1.                                                                | Kína (CHN)                                                        | 4                                                                 | 2                                                                 | 2                                                                 | 8        |
|                                                                   |                                                                   |                                                                   |                                                                   |                                                                   |          |
| 2.                                                                | Németország (GER)                                                 | 0                                                                 | 1                                                                 | 0                                                                 | 1        |
| 2.                                                                | Szingapúr (SIN)                                                   | 0                                                                 | 1                                                                 | 0                                                                 | 1        |
|                                                                   |                                                                   |                                                                   |                                                                   |                                                                   |          |
| 4.                                                                | Dél-Korea (KOR)                                                   | 0                                                                 | 0                                                                 | 2                                                                 | 2        |
|                                                                   |                                                                   |                                                                   |                                                                   |                                                                   |          |
| Összesen                                                          | Összesen                                                          | 4                                                                 | 4                                                                 | 4                                                                 | 12       |

## Érmesek

### Férfi
| A 2008. évi nyári olimpiai játékok férfi érmesei asztaliteniszben |                                                                       |                                                                    |                                                          |
| Versenyszám                                                       | Arany                                                                 | Ezüst                                                              | Bronz                                                    |
| Férfi egyes                                                       | Ma Lin · Kína (CHN)                                                   | Vang Hao (Wang Hao) · Kína (CHN)                                   | Vang Li-csin (Wang Liqin) · Kína (CHN)                   |
| Férfi csapat                                                      | Kína (CHN) · Ma Lin · Vang Hao (Wang Hao) · Vang Li-csin (Wang Liqin) | Németország (GER) · Christian Süß · Dimitrij Ovtcharov · Timo Boll | Dél-Korea (KOR) · Ju Szungmin · Jun Dzsejong · O Szangun |

### Női
| A 2008. évi nyári olimpiai játékok női érmesei asztaliteniszben |                                                                                     |                                                            |                                                        |
| Versenyszám                                                     | Arany                                                                               | Ezüst                                                      | Bronz                                                  |
| Női egyes                                                       | Csang Ji-ning (Zhang Yining) · Kína (CHN)                                           | Vang Nan (Wang Nan) · Kína (CHN)                           | Kuo Jüe (Guo Yue) · Kína (CHN)                         |
| Női csapat                                                      | Kína (CHN) · Csang Ji-ning (Zhang Yining) · Kuo Jüe (Guo Yue) · Vang Nan (Wang Nan) | Szingapúr (SIN) · Feng Tian Wei · Li Jia Wei · Wang Jue Gu | Dél-Korea (KOR) · Kim Gjonga · Pak Mijong · Tang Jeszo |